# Infotec
Infotec war ein Anbieter von Vervielfältigungs- und Drucksystemen sowie Dokumenten-Management-Lösungen mit Hauptsitz in London.
Es war in den Ländern Großbritannien, Niederlande, Belgien, Frankreich, Spanien, Schweiz, Italien und Deutschland durch eine Direkt-Organisation und zusätzlich in allen europäischen Ländern durch Fachhändler vertreten. Infotec ist sowohl Unternehmens- als auch ein Produktname. Die Infotec Deutschland GmbH hatte ihre Zentrale in Stuttgart-Wangen und beschäftigte bundesweit etwa 400 Mitarbeiter (Stand: 2009).
Das 1972 gegründete Unternehmen erwirtschaftete 2006 mit insgesamt rund 2900 Mitarbeitern einen Umsatz von 430 Millionen Euro. Zum 1. Februar 2007 übernahm Ricoh für 210 Millionen US-Dollar das Europa-Geschäft.
Mit Wirkung zum 1. April 2010 hat Ricoh Deutschland den Vertrieb der Handelsmarke „Infotec“ eingestellt.

## Geschichte

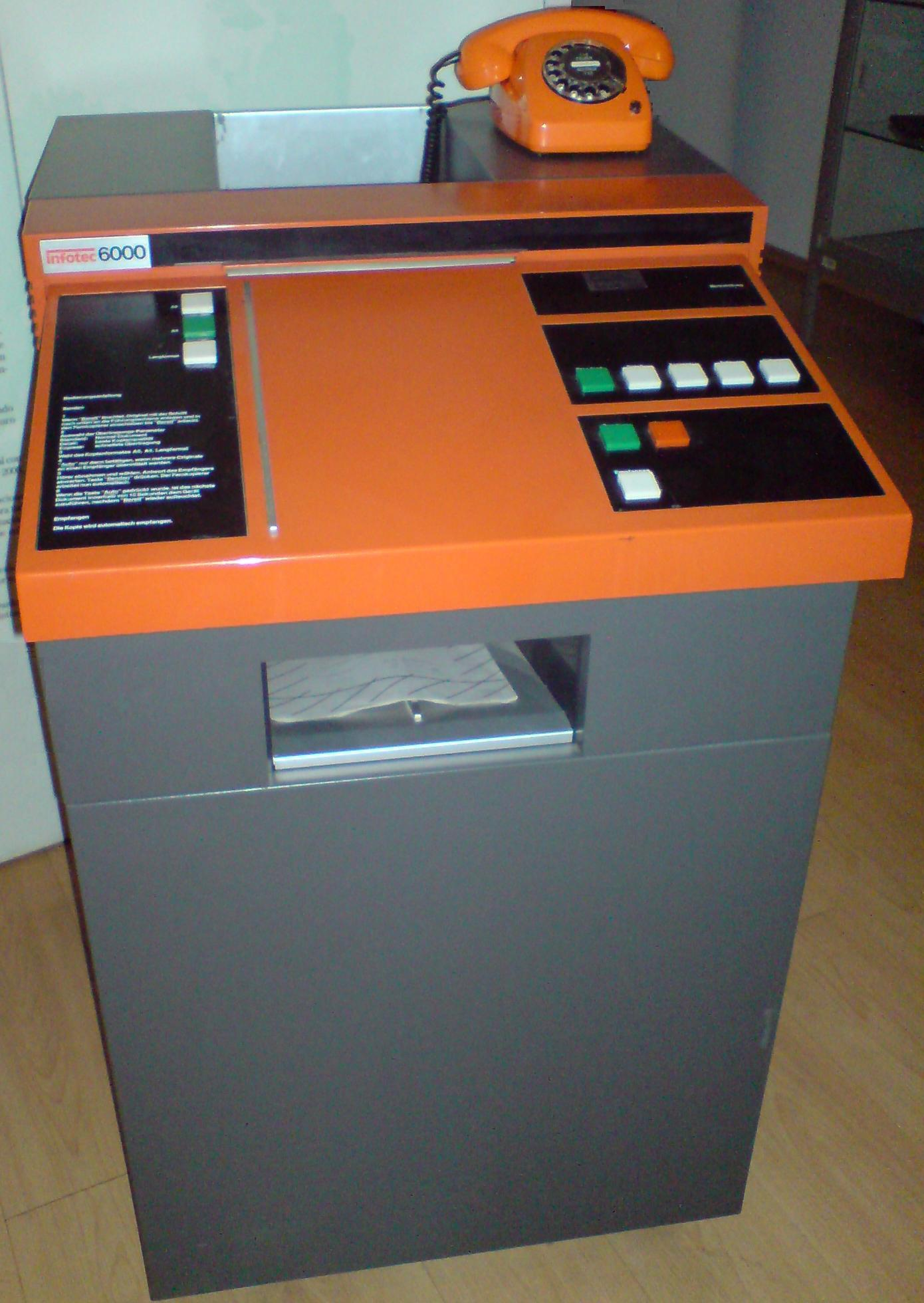
Infotec 6000 Fernkopierer

Die Tradition von Infotec im Kopiersektor geht bis in das Jahr 1923 zurück. In diesem Jahr brachte der Chemiker Wilhelm Kalle (Kalle AG) aus Wiesbaden als erster Trocken-Lichtpauspapier auf den Markt.
1972 wurde die Kalle AG von der Frankfurter Hoechst AG übernommen und Infotec im Geschäftsbereich Informationstechnik gegründet. Der europaweite Vertrieb von Fotokopiergeräten wurde gestartet.
1974 führte Infotec mit dem Fernkopierer Infotec 6000 den ersten digitalen Fernkopierer in den europäischen Telefax-Markt ein. Die Technologie der Infotec 6000 war die Basis für den heute immer noch gültigen Gruppe-3 Standard. 1987 folgte die Einführung des ersten digitalen Kopiergerätes Infotec 5020.
Im Jahr 1990 wurde Infotec von der Hoechst AG an die niederländische HCS Technology NV verkauft. 1996 übernahm das amerikanische Unternehmen Danka die Firma Infotec. Ein Jahr später wurde der Geschäftsbereich Office Imaging von Kodak übernommen und damit viel Know-how im hochvolumigen Produktionsbereich in das Unternehmen geholt. Ende 2006 beschloss Danka, sich aus Europa zurückzuziehen und daraufhin wurde im Jahr 2007 Infotec an die Ricoh Europe B.V. verkauft. Mitte 2009 wurde die Infotec Deutschland GmbH und Teile der Infotec International B.V. in die Ricoh Deutschland GmbH integriert.
Ricoh war ein langjähriger Partner von Infotec und stellt seit Jahrzehnten Produkte unter der Marke Infotec her.

## Sponsoring

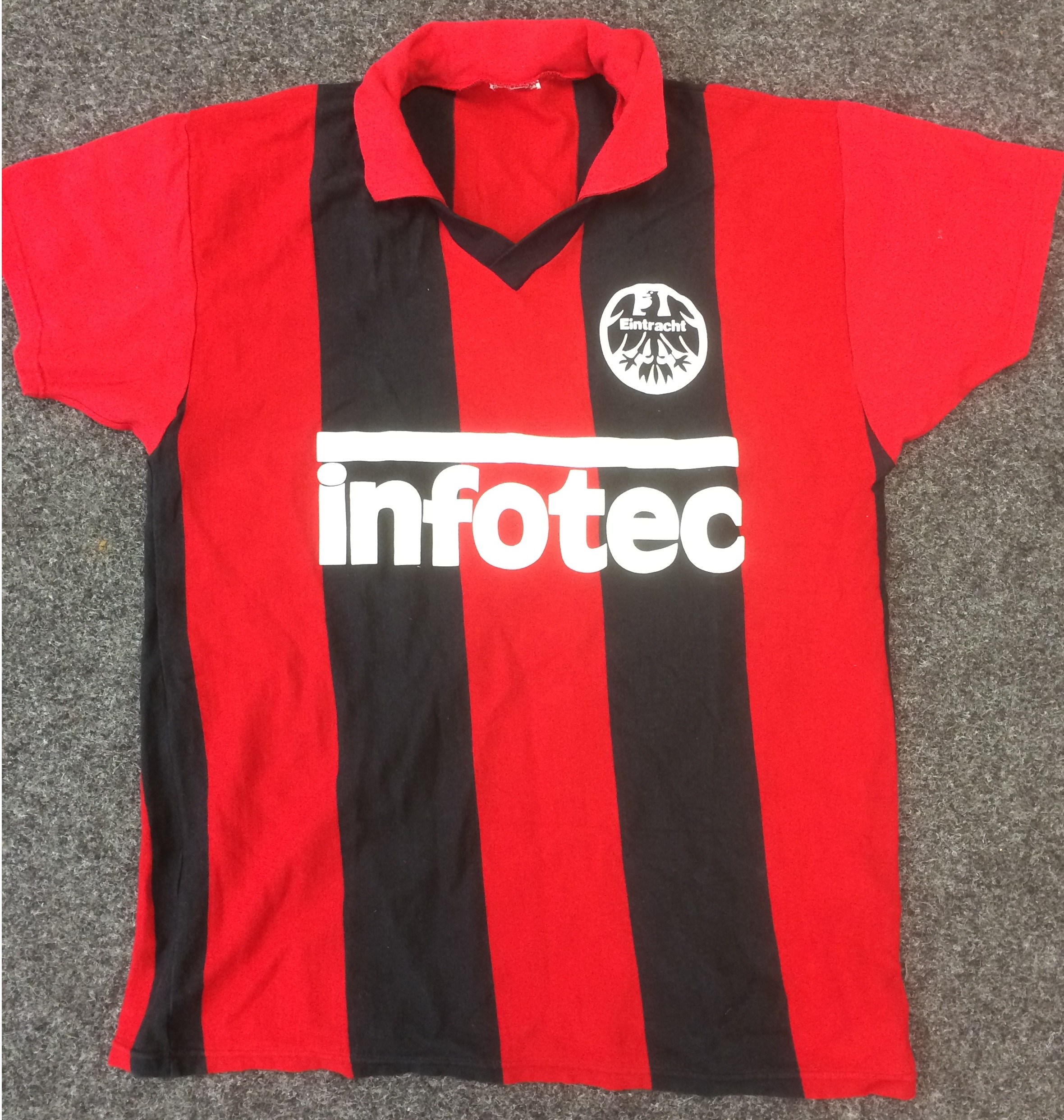
Heimtrikot Eintracht Frankfurt von 1981–1984 mit „infotec“ Logo

In den Jahren 1981 bis 1984 war Infotec Trikot-Sponsor der Fußball-Bundesligamannschaft von Eintracht Frankfurt. Zu Zeiten von Danka wurden der englische Premier-League-Verein FC Everton von 1995 bis 1997 und das britische Formel 1 Team Arrows von 1996 bis 1998 gesponsert.
Infotec unterstützte die African Medical and Research Foundation/Flying Doctors, einer Hilfsorganisation, die sich der AIDS-, Malaria- und Tuberkulosebekämpfung in Afrika widmet.